# (10709) Ottofranz
(10709) Ottofranz est un astéroïde de la ceinture principale.

## Description
(10709) Ottofranz est un astéroïde de la ceinture principale. Il fut découvert le 24 janvier 1982 à la station Anderson Mesa par Edward L. G. Bowell. Il présente une orbite caractérisée par un demi-grand axe de 2,55 UA, une excentricité de 0,19 et une inclinaison de 6,5° par rapport à l'écliptique.

## Compléments